# علیرضا صبوری
علیرضا صبوری یک بازیکن فوتبال اهل ایران است که در پست وینگر بازی می‌کند.
ازجمله تیم‌هایی که وی در آن‌ها بازی کرده‌است می‌توان به پگاه گیلان، سپیدرود رشت و فولاد نوین اشاره کرد.